# Adriana Tafoya
Adriana Tafoya (Ciudad de México, 28 de julio de 1974) es una poeta, ensayista, antologadora, gestora cultural mexicana y directora general de la editorial independiente especializada en poesía Verso Destierro

## Trayectoria
Hija única de Ana María Chávez Salazar modelo y actriz de fotonovelas y Ángel Tafoya Pérez, ingeniero de profesión; pero de formación autodidacta en su inclinación por la literatura, en especial por la poesía. Al igual que su padre, se interesó por este arte desde sus primeros años de vida.
Empezó su educación en la Escuela Internacional de Nuevas Profesiones con una carrera en turismo.
Adriana Tafoya es considerada una de las poetas independientes más destacadas de su generación; por su propuesta poética de vanguardia y de corte transgresor. Así como la primera mujer poeta que escribe un poemario sobre ajedrez en México. 
Impartió talleres de poesía y ajedrez en diversas entidades del país en el periodo (2008- 2010).
Fue conferencista en el Festival Internacional de  Ajedrez 2006,
organizadora de los Miércoles Itinerantes de Poesía y creadora del Torneo de Poesía Adversario en el Cuadrilátero (2007/ 2022) y del Premio Latinoamericano de Poesía Transgresora 2012 y 2014. 
Ha sido incluida en más de 55 antologías poéticas.
Ha participado en el ciclo de poesía en Voz Alta, realizado por Casa del Lago.
A su vez ha colaborado en suplementos y revistas de México, Argentina, Ecuador, Venezuela, Nicaragua, Chile y España. Fue consejo editorial de Metáfora, hoja de poesía en el periodo (2002-2013).
Realizó cápsulas de poesía en el programa radiofónico Luces de la Ciudad de La Hora Nacional, en el periodo (2010-2013), así como del programa Radio Etiopía, en Radio UNAM, en el periodo (2009-2011). 
También es parte del consejo editorial de la Revista Blanco Móvil, columnista de la Revista Piraña México y consejo editorial de la Revista Bitácora Pública, de Cuernavaca, Morelos.  
Su poesía ha sido traducida al inglés, náhuatl, al portugués, al francés y al italiano. 
Es editora de la revista y editorial Versodestierro.
Participó en el VII Congreso Internacional de Poesía y Poética BUAP (2006). También impartió el Taller para lectura de poesía en voz alta "La Voz del Poeta en la Ciudad", en el Museo de la Ciudad de México en 2017. 
Ha sido jurado en  diversos certámenes  de  poesía, entre ellos, 
el Premio Nacional Francisco Javier Estrada 2008, 
el Premio Bulimia de Camaleones 2008, realizado junto con Faro de Oriente. 
El Premio Carmen Alardín 2014, 
El premio Iberoamericano Alejandro Aura 2019 y consejo consultivo de la Medalla al Mérito en Artes 2022 (letras) del Congreso de la Ciudad de México. 
Fue organizadora del Primer Encuentro Nacional de Poesía Independiente y sus Editoriales en Faro de Oriente (2008), así como del Homenaje Nacional a Enrique González Rojo Arthur por sus 80 años (08) junto con el H. Ayuntamiento de Ecatepec/INBA; también fue organizadora junto con Andrés Cardo del Homenaje Nacional a la Poeta Norma Bazúa por sus 82 años y organizadora del Debate Abierto de Crítica Poética, 2008-2012. Forma parte de la Red Mundial de Escritores en Español: REMES desde 2008 y participó en Charlas con la Poesía en 2009. 
Trabaja en el proyecto antológico Lecturas de Etiqueta, en video, próximo a  publicarse  y está  incluida  en el  "Catálogo bibliográfico de escritores de México", del INBA. 
Actualmente da talleres de creación poética a nombre de la Editorial Verso Destierro.
Maestros poetas con destacada trayectoria se han referido al trabajo de Tafoya:
González Rojo, Enrique (2008).  Adriano Rémura, ed. Sangrías. El aduanero  . «La poeta, para hacer lo que hace –y lo que hace es hacerse y deshacerse ante nuestra vista–, necesita de una cualidad que es fundamental para toda poesía hecha al borde del precipicio: la audacia. Tafoya tiene la cualidad envidiable del atreverse. Gusta de decir lo que los otros y las otras no tienen la valentía de hacerlo. A esta cualidad, además se suma otra no menos significativa: la “sabiduría del contraste”.»
Renán, Raúl (2008).  Adriano Rémura, ed. Sangrías. El aduanero. p. 7. «Esas metáforas internas que dan cuerpo a sus versos nos elevan a un nivel de emoción; anhelo supremo de la poesía. Adriana Tafoya se une aquí a una tendencia que le es favorable, el “yo pancreator”, la primerísima persona, “apago la luz / mis ojos se mueren / con el zumbido de un pájaro / que me traga / que me esparce”, la que habla, la que escribe, la que da de sí con intensidad, sin reticencias, poemas cuyo fuero interior nos somete, nos hace sus convictos.» 
Rojas, Max (2005).  editorial=Andrógino/Verso Destierro, ed. Animales Seniles. p. 13. «Sólo al poeta –y Adriana Tafoya lo es, sin duda alguna--, le es dado inventar mundos y recrear universos. Como los magos, el poeta –la poeta–, se saca las palabras del sombrero y las convierte en fuegos fulgurantes, incendios que nos queman o nos salvan de morir ahogados en la chatura de una vida que carece de horizontes y lo gris domina y oscurece todo. El poeta logra, sin embargo, y lo logra Adriana, hace que lo sórdido nos muestre su faz radiante, su rostro más amable, así sea el fulgor de un foco malicento o al través del vidrio de una botella de cerveza.» 
Ha participado en diversos encuentros literarios, entre ellos el ciclo de poesía en Voz Alta, realizado por Casa del Lago. A su vez ha colaborado en suplementos y revistas de México, Argentina, Ecuador, Venezuela, Nicaragua, Chile y España. Fue integrante del consejo editorial de Metáfora, hoja de poesía en el periodo 2002-2013. Realizó cápsulas de poesía en el programa radiofónico Luces de la Ciudad dentro de La Hora Nacional, en el periodo 2010-2013, así como del programa Radio Etiopía, en Radio UNAM, en el periodo 2009-2011.También es parte del consejo editorial de la revista Blanco Móvil y columnista de la revista Piraña México. Su poesía ha sido traducida al náhuatl, al portugués, al francés y al italiano. Fundó la revista Verso Destierro con Andrés Cisneros en 2004, y actualmente es directora general de la revista y ahora editorial Versodestierro & Campo Literario.

Ella describe su propuesta poética de la siguiente manera: 
Una poética del conflicto, crear en el poema un shock, un enfrentamiento que lleve a la reflexión en el lector o en el escucha del poema. Adriana Tafoya.

## Libros publicados
- Animales Seniles (Verso Destierro/Editorial Andrógino, 2005).
- Enroque de flanco indistinto (2006) -poemario sobre ajedrez- que le valió jugar contra Garry Kasparov en las simultáneas para celebridades en "La Gran fiesta Internacional del Ajedrez 2010".
- Sangrías (Ediciones el Aduanero,2008).
- El matamoscas de Lesbia y otros poemas maliciosos (Ediciones Pasto Verde, 2009 / segunda edición Bitácora 2010/ tercera edición Cátedra Miguel Escobar 2014).
- Diálogos con la maldad de un hombre bueno (Editorial Ultramarina Cartonera, España, 2010/ segunda edición Inferno Ediciones 2014).
- Malicia para niños, (Colección Mi Primer Bakunín, 2012/ segunda edición Inferno Ediciones/ Campo Literario 2017).
- El derrumbe de las Ofelias (selección poética, Inferno Ediciones, 2012).
- Viejos rituales para amar a un anciano(Casa Maya de la Poesía, Colección Rosa Náutica No. 93/Campeche México 2012).
- Los cantos de la ternura,(colección poesía sin permiso, 2013).
- Mujer embrión (Edición Especial, 2013).
- Los rituales de la tristeza (Rojo Siena Editorial, 2013).
- Parábolas del Equilibrio(Sikore Ediciones, 2015).
- Huevo moteado (transmutar los seres), Campo Literario-Editorial Ultramarina, España, 2021.

## Premios
- Concurso Nacional de Poesía El Laberinto (2004)-- Segundo lugar.
- I Slam de poesía organizado por la Alianza Francesa (2007) -- Primer lugar.
- Certamen Relámpago Internacional de Poesía Bernardo Ruiz (2008) -- Tercer lugar.
- Finalista en el Premio Nacional de Poesía temática Tinta Nueva (2010).

## Compilaciones
- Es compiladora de 40 Barcos de Guerra, Antología de Poesía (Coedición de 42 Editoriales Independientes, 2009).
- Antología de poetas sobre el cuadrilátero, de editorial Verso Destierro, 2013.
- Seres Abisales, antología del taller de la noche,Verso Destierro, 2022 (poesía).

## Otros reconocimientos
- Por su libro; Enroque de flanco indistinto (2006)[4] -poemario sobre ajedrez- fue invitada a jugar contra Garry Kasparov en las simultáneas para celebridades en "La Gran fiesta Internacional del Ajedrez 2010", UNAM.
- Fue incluida en la selección de poesía sobre ajedrez para la "Gran Fiesta del Ajedrez 2012", por Andrés Cardo, y puesta en escena de Víctor Weinscot.
- Poemas suyos han sido representados por el actor Guillermo Henri y la primera actriz Susana Alexander.
- En La Posada del Poeta en Ciudad Nezahualcóyotl hay un mural con el nombre de “Viejos rituales para amar a un anciano”, en honor a uno de los poemas de su libro Los rituales de la tristeza, en 2014.
- En 2015 obtuvo reconocimiento por la Orden del Císter A.C En virtud de su destacada trayectoria, gran aportación y tenacidad; así como por su apoyo en la promoción, difusión y distribución del arte y la cultura.
- En 2020 recibe la Presea “Gran Mujer de México” a mujeres destacadas en diferentes ámbitos de nuestra sociedad, (Tren Suburbano/Jurídico Arrieta y Asociados/Gica grupo integral por la Cultura y el Ambiente/Comunicaciones Internacionales/Consejo de juristas del Estado de México A.C).
- En 2021 le es otorgada la Presea "Pluma y voz poética"; reconocimiento a su trayectoria y labor literaria y cultural, (FROCX).
- En 2022, el reconocimiento al mérito en el ámbito poético, dentro del homenaje a mujeres sobresalientes por su entrega y compromiso, por parte del colectivo de mujeres “Nosotras por una vida digna”.
- En 2022 recibe el “Galardón Líderes Transformando Vidas”, por La Academia A.C, en reconocimiento a su trayectoría y labor social en el ámbito de la literatura.